# 凯德拉
凯德拉（Kedla），是印度贾坎德邦Hazaribag县的一个城镇。总人口17588（2001年）。

## 人口
该地2001年总人口17588人，其中男性9605人，女性7983人；0—6岁人口2583人，其中男1335人，女1248人；识字率61.80%，其中男性为72.07%，女性为49.46%。